# Characidium nupelia
Characidium nupelia es una especie de peces de la familia Crenuchidae en el orden de los Characiformes.

## Morfología
Los machos pueden llegar alcanzar los 3,2 cm de longitud total.
- Número de  vértebras: 33.[1]

## Hábitat
Vive en zonas de clima tropical.

## Distribución geográfica
Se encuentran en Sudamérica: afluente s del río Cuiabá a la  cuenca del río Paraguay en Brasil.